# Półoś mała

Półoś mała elipsy

Półoś mała – połowa krótszej osi elipsy.
Elipsa ma dwie osie symetrii, a każda z nich składa się z dwóch półosi. Analogicznie, półoś wielka definiowana jest jako połowa dłuższej osi elipsy.